# Swedish Open 2023 - Qualificazioni singolare maschile
Le qualificazioni del singolare maschile del Swedish Open 2023 sono state un torneo di tennis preliminare per accedere alla fase finale della manifestazione. I vincitori dell'ultimo turno sono entrati di diritto nel tabellone principale. In caso di ritiro di uno o più giocatori aventi diritto a questi sono subentrati i lucky loser, ossia i giocatori che hanno perso nell'ultimo turno ma che avevano una classifica più alta rispetto agli altri partecipanti che avevano comunque perso nel turno finale.

## Teste di serie
1. Pavel Kotov (qualificato)
2. Andrea Vavassori (primo turno)
3. Timofej Skatov (ultimo turno)
4. Filip Misolic (qualificato)

1. Francesco Maestrelli (primo turno)
2. Jozef Kovalík (qualificato)
3. Luca Nardi (primo turno)
4. Enzo Couacaud (ultimo turno)

## Qualificati
1. Pavel Kotov
2. Jozef Kovalík

1. Hugo Dellien
2. Filip Misolic

## Tabellone

### Legenda
| - Q = Qualificato - WC = Wild card - LL = Lucky loser | - ALT = Alternate - SE = Special Exempt - PR = Protected Ranking | - w/o = Walkover - r = Ritirato - d = Squalificato |

### Sezione 1
|  | Primo turno | Primo turno      | Primo turno      | Primo turno | Primo turno |  |  | Ultimo turno | Ultimo turno  | Ultimo turno | Ultimo turno | Ultimo turno |  |
|  |             |                  |                  |             |             |  |  |              |               |              |              |              |  |
|  | 1           | Pavel Kotov      | Pavel Kotov      | 6           | 6           |  |  |              |               |              |              |              |  |
|  | WC          | Max Dahlin       | Max Dahlin       | 4           | 4           |  |  | 1            | Pavel Kotov   | 6            | 5            | 6            |  |
|  |             | Andrea Collarini | Andrea Collarini | 67          | 62          |  |  | 8            | Enzo Couacaud | 4            | 7            | 3            |  |
|  | 8           | Enzo Couacaud    | Enzo Couacaud    | 7           | 7           |  |  |              |               |              |              |              |  |

### Sezione 2
|  | Primo turno | Primo turno             | Primo turno      | Primo turno | Primo turno |  |  | Ultimo turno | Ultimo turno            | Ultimo turno            | Ultimo turno | Ultimo turno |  |
|  |             |                         |                  |             |             |  |  |              |                         |                         |              |              |  |
|  | 2           | Andrea Vavassori        | 4                | 6           | 3           |  |  |              |                         |                         |              |              |  |
|  |             | Genaro Alberto Olivieri | 6                | 3           | 6           |  |  |              | Genaro Alberto Olivieri | Genaro Alberto Olivieri | 65           | 4            |  |
|  | Alt         | Viktor Durasovic        | Viktor Durasovic | 4           | 5           |  |  | 6            | Jozef Kovalík           | Jozef Kovalík           | 7            | 6            |  |
|  | 6           | Jozef Kovalík           | Jozef Kovalík    | 6           | 7           |  |  |              |                         |                         |              |              |  |

### Sezione 3
|  | Primo turno | Primo turno    | Primo turno    | Primo turno | Primo turno |  |  | Ultimo turno | Ultimo turno   | Ultimo turno | Ultimo turno | Ultimo turno |  |
|  |             |                |                |             |             |  |  |              |                |              |              |              |  |
|  | 3           | Timofej Skatov | Timofej Skatov | 6           | 6           |  |  |              |                |              |              |              |  |
|  | Alt         | Denis Jevsejev | Denis Jevsejev | 1           | 3           |  |  | 3            | Timofej Skatov | 5            | 6            | 3            |  |
|  |             | Hugo Dellien   | 5              | 7           | 6           |  |  |              | Hugo Dellien   | 7            | 3            | 6            |  |
|  | 7           | Luca Nardi     | 7              | 64          | 3           |  |  |              |                |              |              |              |  |

### Sezione 4
|  | Primo turno | Primo turno          | Primo turno | Primo turno | Primo turno |  |  | Ultimo turno | Ultimo turno  | Ultimo turno  | Ultimo turno | Ultimo turno |  |
|  |             |                      |             |             |             |  |  |              |               |               |              |              |  |
|  | 4           | Filip Misolic        | 0           | 6           | 6           |  |  |              |               |               |              |              |  |
|  | WC          | Karl Friberg         | 6           | 1           | 4           |  |  | 4            | Filip Misolic | Filip Misolic | 0            |              |  |
|  |             | Damir Džumhur        | 6           | 2           | 7           |  |  |              | Damir Džumhur | Damir Džumhur | 0            | r            |  |
|  | 5           | Francesco Maestrelli | 4           | 6           | 65          |  |  |              |               |               |              |              |  |